# Greve-Preis
Der Greve-Preis ist ein Wissenschaftspreis der Nationalen Akademie der Naturforscher (Leopoldina) in den Bereichen Naturwissenschaften/Medizin und Technikwissenschaften. Er wurde 2022 erstmals verliehen, eine Vergabe alle zwei Jahre ist vorgesehen. Benannt ist er nach Hannelore und Helmut Greve, deren Stiftung den Preis fördert.

## Vergabe
Der Preis wird an einzelne Forscher oder an Forschungsteams verliehen, die in Deutschland an Hochschulen, außeruniversitären Forschungseinrichtungen oder in Wirtschaftsunternehmen tätig sind. Er ist mit 250.000 Euro dotiert, die von der Hamburgischen Stiftung für Wissenschaften, Entwicklung und Kultur Helmut und Hannelore Greve finanziert werden. Der Preis wird jeweils themenspezifisch vergeben.

## Preisträger
| #  | Jahr | Name(n)                               | Thema                                                                  |
| -- | ---- | ------------------------------------- | ---------------------------------------------------------------------- |
| 1. | 2022 | Jürgen Janek, Kerstin Volz            | Naturwissenschaftliche Grundlagen einer nachhaltigen Energieversorgung |
| 2. | 2024 | Bahriye Aktaş, Jochen Guck, Josef Käs | Beweglichkeit von Tumorzellen                                          |